# Department of Finance Canada

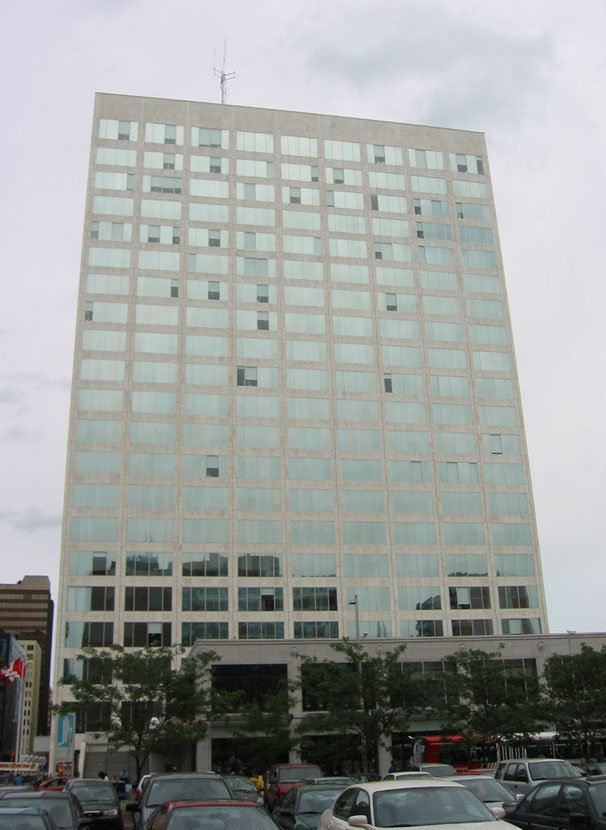
Einer der beiden Bürotürme des L'Esplanade Laurier. Hauptsitz des Department of Finance in Ottawa.

Das Department of Finance Canada (englisch) bzw. wegen der staatlichen kanadischen Zweisprachigkeit gleichberechtigt auch Ministère des Finances du Canada (französisch) ist das Finanzministerium von Kanada mit Sitz in Ottawa. Die Behörde wurde am 1. Juli 1867 gegründet und beschäftigt ca. 1000 Mitarbeiter.
Seit dem Regierungswechsel am 14. März 2025 wird der Posten des Finanzministers im 30. Kanadischen Kabinett unter Premierminister Mark Carney durch François-Philippe Champagne wahrgenommen.

## Funktion
Die Funktionen der Behörde sind die Sicherstellung einer gesunden kanadischen Ökonomie. Zu den Aufgaben der Behörde gehören: Die Kontrolle der Steuer-, Zoll-, Währungs- und Wirtschaftspolitik, die Geldproduktion und die Aufsicht über die Einhaltung der Gesetze. Der Finanzminister ist der oberste Berater des Premierministers von Kanada in Wirtschaftsfragen und verantwortlich für die nationale und internationale Finanz- und Steuerpolitik von Kanada. Er überwacht die Finanzen der kanadischen Regierung und die Finanzbehörden.
Bei wichtigen wirtschaftspolitischen Entscheidung steht die Behörde der kanadischen Regierung zur Verfügung.

## Bereiche
Die Behörde ist in zehn Abteilungen (branches) aufgeteilt, die sämtliche fiskalpolitische Aufgaben übernehmen.:
- Economic and Fiscal Policy Branch
- Economic Development and Corporate Finance Branch
- Federal-Provincial Relations and Social Policy Branch
- Financial Sector Policy Branch
- International Trade and Finance Branch
- Tax Policy Branch
- Law Branch
- Corporate Services Branch
- Consultations and Communications Branch
- Internal Audit and Evaluation

## Gesetze
Die Behörde setzt die folgenden Gesetze durch:
- Income Tax Act
- Federal-Provincial Fiscal Arrangements Act
- Customs Act
- Customs Tariff Act
- Excise Act
- Excise Tax Act
- Proceeds of Crime (Money Laundering) Act
- Income Tax Conventions Implementation Act
- Payment Clearing and Settlement Act
- Financial Administration Act
- Special Import Measures Act